# MEDLINE

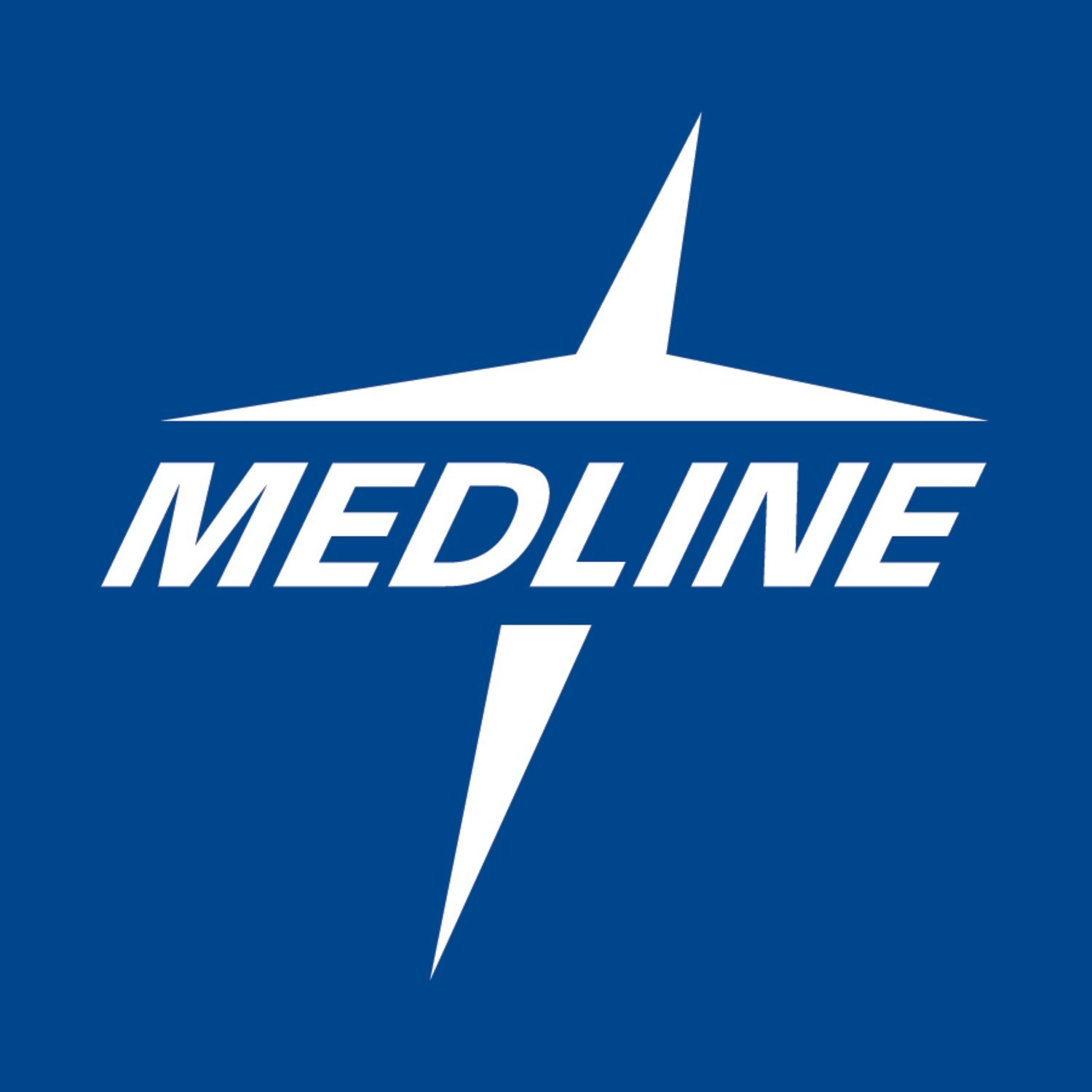

MEDLINE (Medical Literature Analysis and Retrieval System Online) è un database bibliografico di scienze della vita e discipline biomediche. Copre i campi della medicina, dell'infermieristica, della farmacologia, dell'odontoiatria, della medicina veterinaria e dell'assistenza sanitaria in generale.
Il database è prodotto dalla National Library of Medicine (NLM) degli Stati Uniti, e contiene anche gran parte della letteratura scientifica prodotta nell'ambito della biologia e della biochimica, compresa quella pertinente a discipline connesse solo indirettamente con la medicina (come per es. l'evoluzione molecolare). Il database contiene circa 16 milioni di record, schede bibliografiche tratte da oltre 5.200 riviste scientifiche specializzate, pubblicate in 37 lingue.
I dati dei singoli articoli sono classificati e immessi in campi che permettono la strutturazione, in tempi variabili da due settimane a due mesi dal momento della pubblicazione, e indicizzati per permettere successivamente la ricerca mirata delle informazioni. Per l'indicizzazione dei contenuti viene utilizzato il vocabolario controllato "Medical Subject Headings".
MEDLINE è disponibile gratuitamente per tutti gli utenti di internet attraverso "Entrez" e "PubMed"